# Liste der Kommunen von Angola

Karte der Provinzen von Angola

Die 378 Kommunen Angolas (Portugiesisch: comunas) bilden nach den 21 Provinzen und 326 Municípios die dritte Ebene der Verwaltungsgliederung Angolas, wobei nicht jeder Município in Kommunen unterteilt ist. Die folgende Liste umfasst sämtliche Kommunen, gegliedert nach Provinzen und darin nach Municípios:
| Provinz       | Anzahl der Comunas | Município         | Comunas                                      |
| ------------- | ------------------ | ----------------- | -------------------------------------------- |
| Bengo         | 19                 | Ambriz            | Ambriz, Bela Vista, Tabi                     |
| Bengo         | 19                 | Bula Atumba       | Bula Atumba, Quiage                          |
| Bengo         | 19                 | Dande             | Caxito, Mabubas, Quicabo                     |
| Bengo         | 19                 | Muxaluando        | Cage Mazumbo, Muxaluando, Quixico            |
| Bengo         | 19                 | Nambuangongo      | Canacassala, Gombe, Zala                     |
| Bengo         | 19                 | Pango Aluquém     | Cazuangongo, Pango Aluquém                   |
| Bengo         | 19                 | Quibaxe           | Coxe, Paredes, Quibaxe                       |
| Benguela      | 12                 | Balombo           | Balombo, Maca Mombolo                        |
| Benguela      | 12                 | Bocoio            | Bocoio, Cubal do Lumbo, Monte Belo           |
| Benguela      | 12                 | Caimbambo         | Caiave, Caimbambo, Viangombe                 |
| Benguela      | 12                 | Chongorói         | Camuine, Chongorói                           |
| Benguela      | 12                 | Egito Praia       | Canjala, Egito Praia                         |
| Bié           | 30                 | Andulo            | Andulo, Cassumbe, Chivaúlo                   |
| Bié           | 30                 | Camacupa          | Camacupa, Cuanza, Muinha                     |
| Bié           | 30                 | Catabola          | Caiuera, Catabola, Sande                     |
| Bié           | 30                 | Chinguar          | Cangote, Chinguar, Cutato                    |
| Bié           | 30                 | Chipeta           | Chipeta, Chiuca                              |
| Bié           | 30                 | Chitembo          | Cachingues, Chitembo, Malengue               |
| Bié           | 30                 | Cuemba            | Cuemba, Munhango, Sachinemuna                |
| Bié           | 30                 | Cuito             | Cuito, Cunje                                 |
| Bié           | 30                 | Lúbia             | Dando, Lúbia                                 |
| Bié           | 30                 | Mumbué            | Mumbué, Mutumbo, Soma Cuanza                 |
| Bié           | 30                 | Nharêa            | Caieie, Gamba, Nharêa                        |
| Cabinda       | 8                  | Belize            | Belize, Luali                                |
| Cabinda       | 8                  | Cacongo           | Dinge, Lândana                               |
| Cabinda       | 8                  | Necuto            | Inhuca, Necuta                               |
| Cabinda       | 8                  | Tando Zinze       | Malembo, Tando Zinze                         |
| Cuando        | 6                  | Cuito Cuanavale   | Cuito Cuanavale, Lupire                      |
| Cuando        | 6                  | Dima              | Cunjamba, Cutuile                            |
| Cuando        | 6                  | Dirico            | Dirico, Xamavera                             |
| Cuanza Norte  | 24                 | Ambaca            | Bindo, Camabatela, Máua                      |
| Cuanza Norte  | 24                 | Banga             | Banga, Cariamba                              |
| Cuanza Norte  | 24                 | Cambambe          | Dange ya Menha, Dondo, São Pedro da Quilemba |
| Cuanza Norte  | 24                 | Cazengo           | Caculo Camuiza, Ndalatando                   |
| Cuanza Norte  | 24                 | Golungo Alto      | Cambondo, Golungo Alto, Quilombo quia Puto   |
| Cuanza Norte  | 24                 | Lucala            | Lucala, Quiangombe                           |
| Cuanza Norte  | 24                 | Massangano        | Massangano, Zenza do Itombe                  |
| Cuanza Norte  | 24                 | Ngonguembo        | Camame, Cavunga, Quilombo dos Dembos         |
| Cuanza Norte  | 24                 | Samba Cajú        | Samba Cajú, Samba Lucala                     |
| Cuanza Norte  | 24                 | Terreiro          | Quiquiemba, Terreiro                         |
| Cuanza Sul    | 23                 | Calulo            | Cabuta, Calulo                               |
| Cuanza Sul    | 23                 | Cassongue         | Atóme, Cassongue, Dumbi                      |
| Cuanza Sul    | 23                 | Conda             | Conda, Cunjo                                 |
| Cuanza Sul    | 23                 | Ebo               | Cassanje, Ebo                                |
| Cuanza Sul    | 23                 | Gabela            | Assango, Gabela                              |
| Cuanza Sul    | 23                 | Lonhe             | Cariango, Lonhe                              |
| Cuanza Sul    | 23                 | Mussende          | Mussende, Quipaxi                            |
| Cuanza Sul    | 23                 | Porto Amboim      | Capolo, Porto Amboim                         |
| Cuanza Sul    | 23                 | Quibala           | Dala Cachibo, Quibala                        |
| Cuanza Sul    | 23                 | Seles             | Botera, Seles                                |
| Cuanza Sul    | 23                 | Sumbe             | Quicombo, Sumbe                              |
| Cubango       | 12                 | Caiundo           | Caiundo, Jamba Cueio                         |
| Cubango       | 12                 | Cutato            | Cutato, Vissati                              |
| Cubango       | 12                 | Longa             | Baixo Longa, Longa                           |
| Cubango       | 12                 | Mavengue          | Maué, Mavengue                               |
| Cubango       | 12                 | Nancova           | Nancova, Rito                                |
| Cubango       | 12                 | Savate            | Bondo Caíla, Savate                          |
| Cunene        | 10                 | Cahama            | Cahama, Otchinjau                            |
| Cunene        | 10                 | Cuanhama          | Môngua, Ondjiva                              |
| Cunene        | 10                 | Humbe             | Humbe, Mucope                                |
| Cunene        | 10                 | Nehone            | Evale, Nehone                                |
| Cunene        | 10                 | Ombadja           | Ombala yo Mungu, Xangongo                    |
| Huambo        | 30                 | Bailundo          | Bailundo, Lunge, Luvemba                     |
| Huambo        | 30                 | Bimbe             | Bimbe, Hengue                                |
| Huambo        | 30                 | Cachiungo         | Cachiungo, Chinhama                          |
| Huambo        | 30                 | Chicala Choloanga | Chicala, Mbave                               |
| Huambo        | 30                 | Chinjenje         | Chiaca, Chinjenje                            |
| Huambo        | 30                 | Cuima             | Catata, Cuima                                |
| Huambo        | 30                 | Ecunha            | Ecunha, Quipeio                              |
| Huambo        | 30                 | Galanga           | Cumbira, Galanga                             |
| Huambo        | 30                 | Huambo            | Calima, Huambo                               |
| Huambo        | 30                 | Londuimbali       | Londuimbali, Ussoque                         |
| Huambo        | 30                 | Longonjo          | Lépi, Longonjo                               |
| Huambo        | 30                 | Mungo             | Cambuengo, Mungo                             |
| Huambo        | 30                 | Sambo             | Sambo, Samboto                               |
| Huambo        | 30                 | Ucuma             | Cacoma, Mundundo, Ucuma                      |
| Huíla         | 28                 | Caconda           | Caconda, Cusse, Gungue, Uaba                 |
| Huíla         | 28                 | Cacula            | Cacula, Tchicuaqueia                         |
| Huíla         | 28                 | Caluquembe        | Calepi, Caluquembe, Negola                   |
| Huíla         | 28                 | Capelongo         | Capelongo, Mulondo                           |
| Huíla         | 28                 | Capunda Cavilongo | Capunda Cavilongo, Quihita                   |
| Huíla         | 28                 | Chibia            | Chibia, Jau                                  |
| Huíla         | 28                 | Chicomba          | Chicomba, Cutenda                            |
| Huíla         | 28                 | Chipindo          | Bambi, Chipindo                              |
| Huíla         | 28                 | Gambos            | Chiange, Chimbemba                           |
| Huíla         | 28                 | Jamba Mineira     | Cassinga, Jamba Mineira                      |
| Huíla         | 28                 | Lubango           | Huíla, Lubango                               |
| Huíla         | 28                 | Quilengues        | Dinde, Impulo, Quilengues                    |
| Icolo e Bengo | 11                 | Catete            | Caculo Cahango, Cassoneca, Catete, Caxicane  |
| Icolo e Bengo | 11                 | Quiçama           | Demba Chio, Mumbondo, Muxima, Quixinge       |
| Icolo e Bengo | 11                 | Sequele           | Funda, Sequele, Quifangondo                  |
| Luanda        | 13                 | Belas             | Barra do Cuanza, Cabolombo, Ramiros          |
| Luanda        | 13                 | Cacuaco           | Cacuaco, Kikolo                              |
| Luanda        | 13                 | Cazenga           | Cazenga, Kima Kieza                          |
| Luanda        | 13                 | Kilamba           | Kilamba, Vila Flôr                           |
| Luanda        | 13                 | Kilamba Kiaxi     | Golfe, Nova Vida                             |
| Luanda        | 13                 | Talatona          | Benfica, Talatona                            |
| Lunda Norte   | 20                 | Cambulo           | Cachimo, Nzage                               |
| Lunda Norte   | 20                 | Canzar            | Canzar, Luia                                 |
| Lunda Norte   | 20                 | Capenda Camulemba | Capenda Camulemba, Xinge                     |
| Lunda Norte   | 20                 | Cassanje Calucala | Cassanje Calucala, Iongo                     |
| Lunda Norte   | 20                 | Cuilo             | Caluango, Cuilo                              |
| Lunda Norte   | 20                 | Dundo             | Dundo, Luachimo                              |
| Lunda Norte   | 20                 | Lubalo            | Lubalo, Muvuluege                            |
| Lunda Norte   | 20                 | Lucapa            | Camissombo, Lucapa                           |
| Lunda Norte   | 20                 | Mussungue         | Caita, Mussungue                             |
| Lunda Norte   | 20                 | Xá Cassau         | Capaia, Xá Cassau                            |
| Lunda Sul     | 4                  | Saurimo           | Mona Quimbundo, Saurimo                      |
| Lunda Sul     | 4                  | Xassengue         | Cucumbi, Xassengue                           |
| Malanje       | 38                 | Caculama          | Caculama, Caxinga                            |
| Malanje       | 38                 | Cacuso            | Cacuso, Soqueco                              |
| Malanje       | 38                 | Cahombo           | Cahombo, Micanda                             |
| Malanje       | 38                 | Calandula         | Calandula, Cota                              |
| Malanje       | 38                 | Cambundi Catembo  | Cambundi Catembo, Dumba Cambango             |
| Malanje       | 38                 | Cangandala        | Cangandala, Caribo, Culamagia                |
| Malanje       | 38                 | Capunda           | Capunda, Cunga Palanga, Quimbango            |
| Malanje       | 38                 | Kiwaba Nzoji      | Kiwaba Nzoji, Mufuma                         |
| Malanje       | 38                 | Kunda dya Baze    | Kunda dya Baze, Lemba                        |
| Malanje       | 38                 | Luquembo          | Dombo wa Zanga, Luquembo                     |
| Malanje       | 38                 | Malanje           | Lombe, Malanje                               |
| Malanje       | 38                 | Marimba           | Mangando, Marimba                            |
| Malanje       | 38                 | Mbanji ya Ngola   | Cabombo, Mbanji ya Ngola                     |
| Malanje       | 38                 | Ngola Luiji       | Cambaxe, Ngola Luiji                         |
| Malanje       | 38                 | Quela             | Bângalas, Quela                              |
| Malanje       | 38                 | Quihuhu           | Quihuhu, Quinguengue                         |
| Malanje       | 38                 | Quirima           | Quirima, Sautar                              |
| Malanje       | 38                 | Xandel            | Moma, Xandel                                 |
| Moxico        | 13                 | Cangamba          | Cangamba, Cangombe, Cassamba, Muié           |
| Moxico        | 13                 | Léua              | Léua, Liangongo                              |
| Moxico        | 13                 | Luena             | Cassongo, Luena                              |
| Moxico        | 13                 | Lumbala Nguimbo   | Lumbala Nguimbo, Mussuma Mitete, Sessa       |
| Moxico        | 13                 | Lutembo           | Lutembo, Luvuei                              |
| Moxico Leste  | 4                  | Cazombo           | Cazombo, Lumbala Caquengue                   |
| Moxico Leste  | 4                  | Macondo           | Calunda, Macondo                             |
| Namibe        | 11                 | Bibala            | Bibala, Caitou, Capangombe, Lola             |
| Namibe        | 11                 | Camacuio          | Camucuio, Chingo, Mamué                      |
| Namibe        | 11                 | Lucira            | Bentiaba, Lucira                             |
| Namibe        | 11                 | Virei             | Cainde, Virei                                |
| Uíge          | 44                 | Alto Zaza         | Alto Zaza, Cuango Calumbo                    |
| Uíge          | 44                 | Bembe             | Bembe, Mabaia                                |
| Uíge          | 44                 | Cangola           | Bengo, Caiongo, Cangola                      |
| Uíge          | 44                 | Damba             | Camatambo, Damba, Lêmboa, Petecusso          |
| Uíge          | 44                 | Dange Quitexe     | Aldeia Viçosa, Quitexe                       |
| Uíge          | 44                 | Maquela do Zombo  | Maquela do Zombo, Quibocolo                  |
| Uíge          | 44                 | Massau            | Macolo, Massau                               |
| Uíge          | 44                 | Milunga           | Macocola, Milunga                            |
| Uíge          | 44                 | Mucaba            | Mucaba, Uando Mucaba                         |
| Uíge          | 44                 | Negage            | Dimuca, Negage, Quisseque                    |
| Uíge          | 44                 | Nova Esperança    | Buenga Sul, Cuilo Camboso, Nova Esperança    |
| Uíge          | 44                 | Quimbele          | Icoca, Quimbele                              |
| Uíge          | 44                 | Sacandica         | Béu, Cuilo Futa, Sacandica                   |
| Uíge          | 44                 | Sanza Pombo       | Alfândega, Cuilo Pombo, Sanza Pombo, Uamba   |
| Uíge          | 44                 | Songo             | Quivuenga, Songo                             |
| Uíge          | 44                 | Uíge              | Cancungo, Casseche, Luanga, Uíge             |
| Uíge          | 44                 | Vista Alegre      | Cambamba, Vista Alegre                       |
| Zaire         | 18                 | Cuimba            | Buela, Cuimba, Luvaca                        |
| Zaire         | 18                 | Lufico            | Lufico, Mpala                                |
| Zaire         | 18                 | Mbanza Kongo      | Caluca, Madimba, Mbanza Kongo, Quiende       |
| Zaire         | 18                 | Nzeto             | Musserra, Nzeto                              |
| Zaire         | 18                 | Quindeje          | Quibala Norte, Quindeje                      |
| Zaire         | 18                 | Soyo              | Pedra de Feitiço, Soyo                       |
| Zaire         | 18                 | Tomboco           | Quinsimba, Quinzau, Tomboco                  |

## Nachweise
1. ↑  Lei n.º 14/24 - Lei da Divisão Político-Administrativa, Portal da Legislação Angolana (angolex.com), abgerufen am 14. April 2025